# Sonic Unleashed
Sonic Unleashed, в Японії відома як Sonic World Adventure (яп. ソ ニ ッ ク ワ ー ル ド ア ド ベ ン チ ャ ー, Сонікку Ва: рудо Адобентя:, «Сонік: Всесвітня пригода») — відеогра серії Sonic the Hedgehog, випущена в 2008 для консолей і мобільних телефонів. У створенні проєкту брали участь студії Sonic Team і Dimps. Sonic Unleashed стала останньою грою про їжака Соніка на консолі PlayStation 2.
Дія гри відбувається на планеті, схожій на Землю. За сюжетом Еґман хитрістю відібрав у головного героя Соніка Смарагди Хаосу, чим перетворив його на перевертня, а також розбудив антагоніста — Темну Гайю, і розколов планету на кілька частин. Синій їжак зі своїм новим другом Чіпом вирушає відновити планету. Ігровий процес розділений на дві частини: в одній частині гри дія відбувається в денний час доби, за звичайного Соніка, а в іншій — вночі, за перевертня-«Їжакулаку». Якщо ґеймплей дених рівнів нічим не відрізняється від попередніх ігор серії, то вночі їжак не володіє здатністю швидко бігати, але стає набагато сильнішим і може розтягувати руки на велику довжину. Проте мета проходження однакова — Соніку потрібно дійти до кінця локації, збираючи по шляху кільця і знищуючи ворогів.
Розробка гри під кодовою назвою Sonic World Adventure розпочалася у 2005 році та тривала три роки. Спеціально для цього проєкту був створений рушій Hedgehog Engine. Спочатку Sonic Unleashed планували зробити продовженням Sonic Adventure 2, але розробники, переосмисливши деякі елементи ігрового процесу, вирішили створити незалежну гру про Соніка, залишивши початкову назву для японського ринку. Після виходу Sonic Unleashed отримав суперечливі відгуки від критиків, але його супроводжував комерційний успіх. Оглядачі хвалили непоганий ігровий процес денних рівнів, відмінну музику і новий графічний рушій, а як недолік часто наводився геймплей нічних рівнів, що нагадує ігри серії God of War. До травня 2009 року було продано понад 2,5 мільйона екземплярів гри.

## Ігровий процес

За словами розробників, кожен рівень має свій прототип. На ілюстрації Сонік проходить через місто Апотос, яке схоже на більшість старих грецьких міст

Sonic Unleashed є відеогра в жанрах платформер і action-adventure, виконана в тривимірній графіці. Сам ігровий процес поділений на два режими: денний та нічний. Від часу, за який пройдено рівень, або ж від зароблених у ньому очок залежить отриманий наприкінці етапу ранг: найгірший — «E» («C» на PS2 і Wii), найкращий — «S». На рівнях у денному та нічному режимах можна знайти місячні та сонячні медалі відповідно, що дозволяють розблокувати додаткові місії. Після проходження рівнів у денний та нічний час відбувається битва з доктором Еґманом або монстрами-посланцями Темної Гаї. Під час проходження гравець заробляє очки досвіду, дозволяючи отримати нові навички та здібності для Соніка та Соніка-перевертня, що є корисним для повторного проходження на швидкість або збирання кілець. У грі на консолях PlayStation 3 та Xbox 360 діє система трофеїв та досягнень.
У денному режимі проходження подібно до попередніх ігор основної серії: Соніку потрібно швидко подолати відстань від старту до фінішу, знищуючи ворогів на своєму шляху, збираючи при цьому кільця. Тут представлений плавний перехід камери від тривимірної до двовимірної перспективи. Вперше в основній серії використовується система quick time event (QTE): гравець за певний проміжок часу повинен натиснути комбінацію клавіш, показану на екрані, щоб зробити трюк. Додані такі нові можливості, як sonic boost — прискорення, під час якого головний герой захищений енергетичним щитом, дозволяючи громити ворогів, розбивати перешкоди та притягати кільця; speed drift — дозволяє виконувати круті віражі, не втрачаючи швидкості; quick step — дозволяє на повному ходу зміщуватися вправо або вліво, продовжуючи рухатися вперед.
У нічному режимі Сонік перетворюється на перевертня. Тут головний герой не має здатності швидко бігати, але стає набагато сильнішим і може розтягувати руки на велику довжину, що корисно при нападі на ворогів та залізанні на платформи. Через велику кількість комбінованих атак, перевертень схожий на Кратоса із серії ігор God of War. Нічні рівні займають приблизно втричі більше часу, ніж денні. Тут так само від гравця потрібно пройти рівень від початку і до кінця, шляхом знищення всіх ворогів, що іноді необхідно для отримання доступу до подальшої ділянки рівня. За допомогою кілець можна поповнювати здоров'я Соніка на рівнях завдяки vitality bar (шкала життя). Інша здатність — unleashed bar — дозволяє перевертню ставати сильнішим, невидимим для ворогів і завдавати їм великої шкоди.
У версії гри для Xbox 360 і PlayStation 3 Сонік може потрапляти на рівні через «Adventure Field» (поля пригод), в яких можна розмовляти з місцевими жителями, виконувати різні місії, купувати їжу та сувеніри, а вночі зіткнутися з монстрами Темного Гайя, які вселилися у людей. Тут, як і на етапах, можна збирати медалі, щоби розблокувати додаткові акти. На рівнях Шамар та Спагонія є лабораторія професора Пікла, де можна послухати музику з гри, подивитися відеоролики, ілюстрації та документи, які можна купити у продавців їжі, знайти на рівнях і самих «Adventure Field». У версії для Wii і PlayStation 2 «Adventure Field» замінені на інтерактивні карти та вузлові простори між рівнями — «Gaia Gate» (Брама Гайя). У версії ж для мобільних телефонів «Adventure Field» і «Gaia Gate» відсутні зовсім, але є додатковий режим Time Attack, який дозволяє встановлювати рекорди часу на рівнях.

## Сюжет

### Ігровий світ
Дія гри відбувається на планеті, схожій на Землю. Загалом у грі дев'ять рівнів-континентів. Вони мають реальні історичні та географічні прототипи.
- Апотос (яп. アポトス, Апотосу, англ. Apotos) — невелике містечко, архітектура будинків та об'єктів якого схожа на стиль грецької середземноморської архітектури; Національний склад — греки; прототипом зони послужив грецький острів Міконос[20]. Ігровий рівень носить назву «Windmill Isle». Доступний на всіх платформах.
- Мазурі (яп. マズーリ, Мазурі, англ. Mazuri) — національний склад — пігмеї; дія починається з невеликого села, потім переходить у храм, що нагадує Велику мечеть Дженне[19], потім у саванну і рівень закінчується на величезному баобабі. Ігровий рівень носить назву «Savannah Citadel». У версії для PlayStation 2 і Wii зона з'являється лише для проходження боса «Egg Beetle»[21].
- Спагонія (яп. スパゴニア, Супагонія, англ. Spagonia) — місто, архітектура якого виконана у європейському стилі[22]. Національний склад — італійці. Ігровий рівень носить назву «Rooftop Run». Доступний на всіх платформах.
- Голоска (яп. ホロスカ, Хоросука, англ. Holoska) — найхолодніший континент на всій планеті, схожий на Аляску[22]. Національний склад — фіни. Ігровий рівень називається «Cool Edge». Недоступний для мобільних телефонів.
- Чун-Нан (яп. チュンナン, Тюн нан, англ. Chun-Nan) — рівень, схожий на Китай[19]. Національний склад — китайці. На рівні Сонік проходить об'єкт, схожий на Велику китайську стіну. Ігровий рівень носить назву «Dragon Road». Доступний на всіх платформах.
- Шамар (яп. シャマール, Сямару, англ. Shamar) — місто на Близькому Сході, схожий на Петру в Йорданії[22]. Національний склад — араби. Ігровий рівень носить назву «Arid Sands». Недоступний для мобільних телефонів.
- Емпайр-Сіті (яп. エンパイアシティ, Емпая сіти, англ. Empire City) — місто з величезними хмарочосами. Національний склад — американці. Прототипом рівня послужило американське місто Нью-Йорк[19][23]. Ігровий рівень носить назву «Skyscraper Scamper». Доступний лише у грі для консолей PlayStation 3 та Xbox 360.
- Адабат (яп. アダバタ, Адабата, англ. Adabat) — зона з численними річками та високими скелями. Національний склад — індонезійці. Нагадує узбережжя Південно-Східної Азії[19]. Ігровий рівень носить назву «Jungle Joyride». Недоступний для мобільних телефонів.
- Еґманленд (яп. エッグマンランド, Еґуманрадо, англ. Eggmanland) — імперія доктора Еґмана, розташована на острові неподалік Холоскі. Тут поєднується парк атракціонів та фабрика, а мешканцями є роботи. Ігровий рівень носить назву «Crimson Carnival». Недоступний для мобільних телефонів.

Рівні розроблені з урахуванням зміни перспективи з тривимірної на двовимірну і знову кожні 15-20 секунд. Вони проходяться неодноразово, як у денному, так і нічному режимі, а в деяких випадках зміна дня та ночі передбачається у процесі проходження. Рівні також доступні в неігровому режимі: Сонік може вільно досліджувати континент та спілкуватися з його жителями, проте на ігровий процес цей режим впливу не надає.

### Персонажі
У Sonic Unleashed присутні такі основні персонажі:
- Їжак Сонік (яп. ソニック・ザ・ヘッジホッグ, Сонікку дза Хедзіхоггу, англ. Sonic the Hedgehog) — головний герой гри, їжак синього кольору, що вміє швидко бігати. У нічний час перетворюється на перевертня (англ. Werehog), що володіє великою силою та особливими бойовими навичками[26].
- Чіп (яп. チップ, Тіппу, англ. Chip), або Світлий Гайя (яп. ライトガイア, Райто Гайа, англ. Light Gaia) — новий друг Соніка, знайдений ним після падіння з космічного корабля Еґмана. Є маленькою коричневою істотою з великими вухами і зеленими крилами. Оскільки він не пам'ятає свого імені, Сонік називає його Чіпом, помічаючи його інтерес до морозива зі шматочками шоколаду (англ. Chocolate Chip Sundaes)[27]. Він допомагає гравцю порадами під час гри. Згодом з'ясовується, що справжнє ім'я звірка — Світлий Гайя; прокидаючись кожні кілька мільйонів років, він відновлює Землю, яку руйнує Темний Гайя. За допомогою колоса Чіпу разом із Соником вдається зупинити Темного Гаю.
- Майлз Прауер (яп. マイルス・パウアー, Майрусу Пауа:, англ. Miles Prower), більш відомий як Тейлз (яп. テイルス, Тейрусу, англ. Tails) — двохвосте лисеня, друг Соніка. За допомогою свого літака «Торнадо» допомагає Соніку подорожувати різними континентами[28].
- Емі Роуз (яп. エミー・ローズ, Емі: Ро:дзу, англ. Amy Rose) — рожева їжачка, самопроголошена подруга Соніка[28].
- Професор Пікл (яп. ピックル教授, Піккуру Кедзю, англ. Professor Pickle) — професор університету Спагонії[29].
- Доктор Еґман (яп. ドクタアエッグマン, Докута: Еґуман, англ. Doctor Eggman), справжнє ім'я Доктор Айво Роботнік (яп. ロボトニック, Роботонікку) — злий вчений, ворог Соніка[28].
- Темний Гайя (яп. ダーク・ガイア, Да: ку Гайа, англ. Dark Gaia) — стародавнє божество, звільнене доктором Еґманом з метою побудувати Еґманленд[30]. Є гігантським монстром, який живе в ядрі планети і прокидається кожні кілька мільйонів років, щоб її руйнувати.

У денному та нічному режимах ігровим персонажем є лише Сонік. У першій стадії битви з фінальним босом — з Темним Гайя — гравець керує Чіпом, а у версіях для PlayStation 3 і Xbox 360 дві місії «Tornado Defense», в якій потрібно відбиватися від атак ворогів натисканням на кнопок, що вказуються на екрані, виконує пілотуючим своїм літаком Тейлз.

### Історія
Повітряний флот, керований професором Еґманом, летить над планетою, схожою на Землю. На одному з кораблів знаходиться їжак Сонік, який намагається зупинити лиходія. Завдяки роботові вчений зміг схопити головного героя, але той за допомогою Ізумрудів Хаоса перейшов у супер-форму та атакував лиходія. Їжак женеться за Еґманом, але зрештою потрапляє в камеру-пастку. За допомогою винаходу доктора у головного героя висмоктується енергія Ізумрудів. Їхня сила використовується для потужної гармати, яка розколює планету на сім частин, а з ядра з'являється монстр, відомий як Темний Гайя. Через винаходи Еґмана і втрачаючу силу каменів, Сонік став перетворюватися на перевертня. Після цього доктор викидає з камери їжака та Смарагди; вони падають на розламану планету. Опритомнівши, Соник знаходить звірка, який втратив пам'ять. Через докори совісті, що, можливо, саме він викликав амнезію у нового знайомого, Сонік вирішує допомогти звірку повернути пам'ять, а також відновити планету. Після невеликої розмови їжак повертається у свій звичайний стан. Прибувши до міста Апотос, головний герой дає звірятку ім'я Чіп. Після заходу сонця Сонік знову перетворюється на перевертня. Обстеживши населений пункт, персонажі зустрічають лисенятка Тейлза. Він повідомляє, що професор Пікл з університету Спагонії може допомогти їм у відновленні планети, але після прибуття в Спагонію стає відомо, що професор викрадений: його тримають на базі Еґмана в Мазурі. Знайшовши Пікла, герої з професором повертаються до університетської лабораторії. Пікл розповідає про походження Темного Гайя. Він також радить зібрати Смарагди для кількох Храмів Гайя, тому що саме ці кристали здатні повернути цілісність планети. Після розмови з професором Сонік-перевертень попадається на очі їжачці Емі Роуз, але та, не впізнавши Соніка в новому вигляді, тікає. Згодом вона дізнається про його «другу половину» і приєднується до команди Пікла.
Їжак і Чіп вирушають на кожен континент для пошуку Смарагдів та храмів, щоб зрештою відновити планету. А в цей час доктор Еґман здійснює свій план будівництва Еґманленда, звідки потім має намір захопити весь світ. Під час відновлення сили шостого Ізумруду Хаосу до Чіпа повертається пам'ять. Виявляється, він насправді Світлий Гайя, протилежність Темного Гайї. Чіп втратив пам'ять, коли розкололася планета, бо прокинувся раніше терміна. Тепер завдання Соніка — зупинити доктора, поки той не повернув Темному Гайї його повну силу. Сонік і Чіп вирушають до останнього храму, над яким антагоніст побудував Еґманленд. Незважаючи на те, що їжаку вдається повернути силу останньому Ізумруду Хаосу і остаточно перемогти свого суперника, Темний Гайя, висмоктавши темну енергію, яка знаходилася в Соніку і перетворювала його на перевертня, завершує своє відновлення. Раптом ослабшавши, Сонік не може боротися, Чіп вирішує протистояти монстру самостійно. Звірятко призиває до себе Храми Гайя і створює їх колоса. Незабаром Сонік відновлює сили і після перетворення ворога на ідеальну форму трансформується в Супер Соніка. Їжак і Чіп перемагають Темного Гайю, а планета знову стає цілою. Знесиленого Соніка колос відправляє на поверхню. Опритомнівши, головний герой знаходитьна землі намисто маленького звірка і надягає його на руку, як пам'ять про цю пригоді. Наприкінці гри Сонік біжить знову околицями Апотоса, а поруч із ним летить Тейлз літаком «Торнадо».
У сцені після титрів Орбот перераховує всі провальні плани Еґмана, через що останній починає ганятися за роботом.

## Розробка

Нічний режим гри. Сонік-перевертень на рівні Rooftop Run (версія на PlayStation 2 і Wii). Саме цей ігровий процес був розкритикований журналістами та шанувальниками серії

Робота над Unleashed велася з 2005 року, після створення рушія Hedgehog Engine. Проєкт був розроблений студіями Sonic Team і Dimps і повинен був вийти одразу на чотирьох платформах -Wii, PlayStation 2, PlayStation 3 та Xbox 360. Більша частина команди була раніше задіяна в Sonic Adventure та Sonic Advance: програмісти Йосіхіса Хасімото та Тосіюкі Нагахара стали керівниками розробки Sonic Unleashed, художники Сатіко Кавамура та Юдзі Уекава виступили в ролі дизайнерів рівнів та персонажів; продюсером був призначений сценарист Акінорі Нісіяма. Аж до анонсу в 2008 році проєкт носив кодову назву Sonic World Adventure, оскільки замислювався як третя частина серії Sonic Adventure. Проте команда вирішила створити новий ігровий процес, якого не було в Sonic Adventure, і пізніше змінила назву на Sonic Unleashed. Однак було прийнято рішення, що початкова назва гри залишиться незмінною для Японії.
На ранньому етапі розробки автори вирішили в новій частині зменшити кількість задіяних персонажів, щоб гравців здивувати не в кількісному плані, а в якісному. У результаті ігровим персонажем став лише їжак Сонік. Проте головному герою допомагають лисеня Тейлз, який перевозить свого друга літаком, і їжачка Емі Роуз. За словами Хасімото, ця ідея, у поєднанні з новим ігровим процесом та історією з перевертнем, мала привернути увагу нових гравців. Він підозрював, що експеримент із Соніком-перевертнем може закінчитися невдало, але команда вирішила піти на такий ризикований крок, сподіваючись на розуміння з боку гравців. Дизайнер персонажів Сінкісі Танахасі створив Соніка у новій формі сильним і великим, і став схожим більше на вовка чи сніжну людину. У грі з'явилося звірятко на ім'я Чіп, який супроводжує головного героя протягом усієї сюжетної лінії. Розробники створили кілька варіантів дизайну Чіпа і хотіли назвати його Віпом, що в перекладі з англійської означає «збиті вершки». Але оскільки це слово має й інші значення (наприклад, страждання), команда, щоб уникнути подвійного тлумачення, вирішила дати персонажу інше ім'я.
Для реалістичності картинки, Sonic Team вирішила використати у Sonic Unleashed технологію глобального освітлення. Щоб досягти необхідного результату, освітлення рівнів було заздалегідь прораховано на ста комп'ютерах, а в процесі проходження розраховується лише освітлення Соніка, ворогів і предметів. Під час створення ігрового процесу дизайнери вирішили використати ряд нововведень, наприклад, прийоми quick step або unleashed bar, а плавний перехід камери від тривимірної до двовимірної перспективи повинен був поєднати переваги традиційної 2D та нової 3D-графіки. Через різниці в апаратних можливостей платформ, розробка гри велася двома командами: команда під керівництвом Йосіхісі Хасімото відповідала за рушій Hedgehog Engine і працювала над версією для PlayStation 3 і Xbox 360, а Тосіюкі Нагахара був лідером розробки Sonic Unleashed для PlayStation 2 і Wi фірми Dimps. Консоль Nintendo як управління використовує Wii Remote та Nunchuk; проходження гри залежить від рухів гравця. Спеціально для цих датчиків у грі змінили рівні, але гравці можуть підключити контролер GameCube або використовувати Classic Controller. На інших консолях управління здійснюється лише через геймпад.
Анонс гри відбувся 12 березня 2008 року. Цього ж дня Sega зареєструвала торгову марку Sonic Unleashed. Скріншоти, відеоролики та ілюстрації були продемонстровані публіці за десять днів. 3 квітня видавництво підтвердило справжність цих матеріалів. Проєкт був продемонстрований на виставці E3 2008, де з'явилися чутки про підтримку онлайн-гри. Однак ця інформація була спростована представником компанії Sega Патріком Ріллі. У грудні 2008 року у сервісах PlayStation Store та Xbox Live з'явилися демонстраційні версії гри. У них був доступний денний рівень у місті Апотос. Гра за перевертня у демо-версії не була представлена. З 2009 року для PlayStation 3 і Xbox 360 став з'являтися завантажувальний контент, що включає кілька нових рівнів. 4 червня цього року компанія Gameloft видала Sonic Unleashed для мобільних телефонів під управлінням J2ME, а 25 серпня — під управлінням BlackBerry.

## Саундтрек

Обкладинка альбому Planetary Pieces: Sonic World Adventure Original Soundtrack

Музичний супровід було написано композиторами з лейблу Wave Master: Кен'їті Токої, Томоєй Отані, Фуміе Куматані, Маріко Намбой, Хідеакі Кобаясі та Такахіто Егуті. З аранжуванням композицій допомагав Дзюн Сеноуе. У Sonic Unleashed перевагу віддали оркестрової музиці, який виконав Токійський філармонічний оркестр. Головною музичною темою гри є мелодія «Endless Possibility», яку виконує Джарет Реддік із групи Bowling for Soup. Завершальною темою є «Dear My Friend» у виконанні Брента Кеша, де розповідається про коротку, але зворушливу дружбу між Соніком та Чіпом.
Саундтрек гри був випущений на трьох компакт-дискх та у сервісі iTunes у 2009 році під назвою Planetary Pieces: Sonic World Adventure Original Soundtrack (яп. ソニック ワールド アドベンチャー オリジナルサウンドトラック, Сонікку Ва:рудо Адобентя: Орідзінару Саундоторакку). В альбомі міститься 91 композиція. Музика із Sonic Unleashed була присутня в альбомах Sonic Generations: 20 Years of Sonic Music (2011), History of the 1ST Stage Original Soundtrack White Edition (2011), Sonic Generations Original Soundtrack: Blue Blur (2012) та Sonic the Hedgehog 25th Anniversary Selection (2016).
| Planetary Pieces: Sonic World Adventure Original Soundtrack. Диск 1 | Planetary Pieces: Sonic World Adventure Original Soundtrack. Диск 1 | Planetary Pieces: Sonic World Adventure Original Soundtrack. Диск 1 | Planetary Pieces: Sonic World Adventure Original Soundtrack. Диск 1 | Planetary Pieces: Sonic World Adventure Original Soundtrack. Диск 1 |
| #                                                                   | Назва                                                               | Автор музики                                                        | Виконавець                                                          | Тривалість                                                          |
| ------------------------------------------------------------------- | ------------------------------------------------------------------- | ------------------------------------------------------------------- | ------------------------------------------------------------------- | ------------------------------------------------------------------- |
| 1.                                                                  | «Endless Possibility — Vocal Theme»                                 | Томоя Отані                                                         | Джарет Реддік                                                       | 4:11                                                                |
| 2.                                                                  | «Cutscene — Opening»                                                | Токійський філармонічний оркестр Такахіто Егуті                     |                                                                     | 5:39                                                                |
| 3.                                                                  | «Cutscene — A New Journey»                                          | Такахіто Егуті Томоя Отані                                          |                                                                     | 1:34                                                                |
| 4.                                                                  | «Apotos — Day»                                                      | Фуміе Куматані                                                      |                                                                     | 3:19                                                                |
| 5.                                                                  | «Windmill Isle — Day»                                               | Томоя Отані                                                         |                                                                     | 5:03                                                                |
| 6.                                                                  | «Cutscene — The First Night»                                        | Такахіто Егуті                                                      |                                                                     | 1:03                                                                |
| 7.                                                                  | «Cutscene — Tails In Trouble!»                                      | Такахіто Егуті                                                      |                                                                     | 0:25                                                                |
| 8.                                                                  | «Intro: Windmill Isle — Night»                                      | Фуміе Куматані                                                      |                                                                     | 0:07                                                                |
| 9.                                                                  | «Windmill Isle — Night»                                             | Фуміе Куматані                                                      |                                                                     | 2:54                                                                |
| 10.                                                                 | «Apotos — Night»                                                    | Фуміе Куматані                                                      |                                                                     | 3:03                                                                |
| 11.                                                                 | «Cutscene — To Spagonia!»                                           | Такахіто Егуті                                                      |                                                                     | 1:11                                                                |
| 12.                                                                 | «Tornado Defense — 1st Battle»                                      | Фуміе Куматані                                                      |                                                                     | 1:53                                                                |
| 13.                                                                 | «Mazuri — Night»                                                    | Фуміе Куматані                                                      |                                                                     | 2:59                                                                |
| 14.                                                                 | «Intro: Savannah Citadel — Night»                                   | Фуміе Куматані                                                      |                                                                     | 0:08                                                                |
| 15.                                                                 | «Savannah Citadel — Night»                                          | Фуміе Куматані                                                      |                                                                     | 3:02                                                                |
| 16.                                                                 | «Cutscene — Same As Ever»                                           | Такахіто Егуті                                                      |                                                                     | 1:03                                                                |
| 17.                                                                 | «Cutscene — Gaia Manuscripts»                                       | Такахіто Егуті                                                      |                                                                     | 1:25                                                                |
| 18.                                                                 | «Cutscene — Eggman Again»                                           | Хідеакі Кобаясі                                                     |                                                                     | 0:43                                                                |
| 19.                                                                 | «Cutscene — Sonic Appears»                                          | Такахіто Егуті                                                      |                                                                     | 0:13                                                                |
| 20.                                                                 | «Mazuri — Day»                                                      | Фуміе Куматані                                                      |                                                                     | 3:00                                                                |
| 21.                                                                 | «Savannah Citadel — Day»                                            | Томоя Отані                                                         |                                                                     | 3:50                                                                |
| 22.                                                                 | «Cutscene — The Egg Beetle»                                         | Такахіто Егуті                                                      |                                                                     | 0:44                                                                |
| 23.                                                                 | «Boss Battle — Day»                                                 | Хідеакі Кобаясі                                                     |                                                                     | 4:48                                                                |
| 24.                                                                 | «Boss Stage Clear»                                                  | Токійський філармонічний оркестр Томоя Отані                        |                                                                     | 0:10                                                                |
| 25.                                                                 | «Cutscene — Temple Activated!»                                      | Такахіто Егуті                                                      |                                                                     | 0:17                                                                |
| 26.                                                                 | «Cutscene — Planet Pieces»                                          | Такахіто Егуті                                                      |                                                                     | 0:18                                                                |
| 27.                                                                 | «Holoska — Day»                                                     | Фуміе Куматані                                                      |                                                                     | 3:01                                                                |
| 28.                                                                 | «Cool Edge — Day»                                                   | Томоя Отані                                                         |                                                                     | 5:22                                                                |
| 29.                                                                 | «Spagonia — Night»                                                  | Кен'їті Токої                                                       |                                                                     | 2:41                                                                |
| 30.                                                                 | «Intro: Rooftop Run — Night»                                        | Томоя Отані                                                         |                                                                     | 0:08                                                                |
| 31.                                                                 | «Rooftop Run — Night»                                               | Томоя Отані                                                         |                                                                     | 3:08                                                                |
| 67:22                                                               |                                                                     |                                                                     |                                                                     |                                                                     |

| Planetary Pieces: Sonic World Adventure Original Soundtrack. Диск 2 | Planetary Pieces: Sonic World Adventure Original Soundtrack. Диск 2 | Planetary Pieces: Sonic World Adventure Original Soundtrack. Диск 2 | Planetary Pieces: Sonic World Adventure Original Soundtrack. Диск 2 |
| #                                                                   | Назва                                                               | Автор музики                                                        | Тривалість                                                          |
| ------------------------------------------------------------------- | ------------------------------------------------------------------- | ------------------------------------------------------------------- | ------------------------------------------------------------------- |
| 1.                                                                  | «The World Adventure — Orchestral Theme»                            | Томоя Отані                                                         | 4:14                                                                |
| 2.                                                                  | «Gaia Gate»                                                         | Фуміе Куматані                                                      | 1:57                                                                |
| 3.                                                                  | «Chun-nan — Night»                                                  | Кен'їті Токої                                                       | 3:42                                                                |
| 4.                                                                  | «Intro: Dragon Road — Night»                                        | Кен'їті Токої                                                       | 0:08                                                                |
| 5.                                                                  | «Dragon Road — Night»                                               | Кен'їті Токої                                                       | 3:10                                                                |
| 6.                                                                  | «Boss Battle — Night»                                               | Хідеакі Кобаясі                                                     | 4:51                                                                |
| 7.                                                                  | «Cutscene — Eggman’s Idea»                                          | Хідеакі Кобаясі                                                     | 2:44                                                                |
| 8.                                                                  | «Rooftop Run — Day»                                                 | Томоя Отані                                                         | 3:55                                                                |
| 9.                                                                  | «Spagonia — Day»                                                    | Кен'їті Токої                                                       | 2:33                                                                |
| 10.                                                                 | «Chun-nan — Day»                                                    | Кен'їті Токої                                                       | 3:16                                                                |
| 11.                                                                 | «Dragon Road — Day»                                                 | Кен'їті Токої                                                       | 3:08                                                                |
| 12.                                                                 | «Holoska — Night»                                                   | Фуміе Куматані                                                      | 3:18                                                                |
| 13.                                                                 | «Intro: Cool Edge — Night»                                          | Фуміе Куматані                                                      | 0:08                                                                |
| 14.                                                                 | «Cool Edge — Night»                                                 | Фуміе Куматані                                                      | 2:42                                                                |
| 15.                                                                 | «Cutscene — Project Dark Gaia»                                      | Хідеакі Кобаясі                                                     | 1:13                                                                |
| 16.                                                                 | «Shamar — Day»                                                      | Кен'їті Токої                                                       | 3:03                                                                |
| 17.                                                                 | «Arid Sands — Day»                                                  | Томоя Отані                                                         | 4:01                                                                |
| 18.                                                                 | «Empire City — Night»                                               | Фуміе Куматані                                                      | 2:56                                                                |
| 19.                                                                 | «Intro: Skyscraper Scamper — Night»                                 | Фуміе Куматані                                                      | 0:08                                                                |
| 20.                                                                 | «Skyscraper Scamper — Night»                                        | Фуміе Куматані                                                      | 2:44                                                                |
| 21.                                                                 | «Shamar — Night»                                                    | Кен'їті Токої                                                       | 3:03                                                                |
| 22.                                                                 | «Intro: Arid Sands — Night»                                         | Кен'їті Токої                                                       | 0:08                                                                |
| 23.                                                                 | «Arid Sands — Night»                                                | Кен'їті Токої                                                       | 3:48                                                                |
| 24.                                                                 | «Vs. Titan & Big Mother»                                            | Кен'їті Токої                                                       | 2:42                                                                |
| 25.                                                                 | «Empire City — Day»                                                 | Томоя Отани                                                         | 2:39                                                                |
| 26.                                                                 | «Skyscraper Scamper — Day»                                          | Кен'їті Токої                                                       | 3:08                                                                |
| 27.                                                                 | «Stage Clear»                                                       | Токійський філармонічний оркестр Томоя Отані                        | 0:10                                                                |
| 28.                                                                 | «Result Screen — E Rank»                                            | Токійський філармонічний оркестр Томоя Отані                        | 0:45                                                                |
| 29.                                                                 | «The World Adventure — Piano Version»                               | Томоя Отани                                                         | 1:28                                                                |
| 30.                                                                 | «The World Adventure — Jingle»                                      | Токійський філармонічний оркестр Такахіто Егуті                     | 0:11                                                                |
| 71:53                                                               |                                                                     |                                                                     |                                                                     |

| Planetary Pieces: Sonic World Adventure Original Soundtrack. Диск 3 | Planetary Pieces: Sonic World Adventure Original Soundtrack. Диск 3 | Planetary Pieces: Sonic World Adventure Original Soundtrack. Диск 3 | Planetary Pieces: Sonic World Adventure Original Soundtrack. Диск 3 | Planetary Pieces: Sonic World Adventure Original Soundtrack. Диск 3 |
| #                                                                   | Назва                                                               | Автор музики                                                        | Виконавець                                                          | Тривалість                                                          |
| ------------------------------------------------------------------- | ------------------------------------------------------------------- | ------------------------------------------------------------------- | ------------------------------------------------------------------- | ------------------------------------------------------------------- |
| 1.                                                                  | «Werehog Battle Theme»                                              | Кен'їті Токої                                                       |                                                                     | 3:27                                                                |
| 2.                                                                  | «Adabat — Night»                                                    | Кен'їті Токої                                                       |                                                                     | 2:35                                                                |
| 3.                                                                  | «Intro: Jungle Joyride — Night»                                     | Кен'їті Токої                                                       |                                                                     | 0:08                                                                |
| 4.                                                                  | «Jungle Joyride — Night»                                            | Кен'їті Токої                                                       |                                                                     | 4:31                                                                |
| 5.                                                                  | «Adabat — Day»                                                      | Кен'їті Токої                                                       |                                                                     | 2:22                                                                |
| 6.                                                                  | «Jungle Joyride — Day»                                              | Томоя Отані                                                         |                                                                     | 5:02                                                                |
| 7.                                                                  | «Cutscene — Chip’s Change»                                          | Такахіто Егуті                                                      |                                                                     | 0:54                                                                |
| 8.                                                                  | «Cutscene — Chip’s Memories»                                        | Такахіто Егуті                                                      |                                                                     | 1:19                                                                |
| 9.                                                                  | «Cutscene — No Reason»                                              | Томоя Отані                                                         |                                                                     | 1:46                                                                |
| 10.                                                                 | «Tornado Defense — 2nd Battle»                                      | Фуміе Куматані                                                      |                                                                     | 1:53                                                                |
| 11.                                                                 | «Cutscene — Eggmanland»                                             | Хідеакі Кобаясі                                                     |                                                                     | 0:54                                                                |
| 12.                                                                 | «Eggmanland Entrance»                                               | Хідеакі Кобаясі                                                     |                                                                     | 2:18                                                                |
| 13.                                                                 | «Eggmanland — Day»                                                  | Кен'їті Токої                                                       |                                                                     | 2:41                                                                |
| 14.                                                                 | «Eggmanland — Night»                                                | Кен'їті Токої                                                       |                                                                     | 3:24                                                                |
| 15.                                                                 | «Cutscene — The 7th Continent»                                      | Такахіто Егуті                                                      |                                                                     | 0:14                                                                |
| 16.                                                                 | «Cutscene — Congratulations»                                        | Томоя Отані                                                         |                                                                     | 0:39                                                                |
| 17.                                                                 | «Cutscene — The Egg Dragoon»                                        | Хідеакі Кобаясі                                                     |                                                                     | 0:39                                                                |
| 18.                                                                 | «Vs. Egg Dragoon»                                                   | Хідеакі Кобаясі                                                     |                                                                     | 5:28                                                                |
| 19.                                                                 | «Cutscene — Dark Gaia Appears»                                      | Такахіто Егуті                                                      |                                                                     | 1:56                                                                |
| 20.                                                                 | «Cutscene — Shrines in Flight»                                      | Такахіто Егуті                                                      |                                                                     | 0:18                                                                |
| 21.                                                                 | «Cutscene — Hour of Awakening»                                      | Такахіто Егуті                                                      |                                                                     | 0:38                                                                |
| 22.                                                                 | «Vs. Dark Gaia»                                                     | Хідеакі Кобаясі                                                     |                                                                     | 3:33                                                                |
| 23.                                                                 | «Cutscene — Dark World~Hope and Despair»                            | Такахіто Егуті                                                      |                                                                     | 1:10                                                                |
| 24.                                                                 | «Cutscene — The Final Form»                                         | Такахіто Егуті                                                      |                                                                     | 0:41                                                                |
| 25.                                                                 | «Super Sonic vs. Perfect Dark Gaia»                                 | Томоя Отані Дзюн Сеноуе                                             |                                                                     | 3:45                                                                |
| 26.                                                                 | «Cutscene — Annihilation»                                           | Такахіто Егуті                                                      |                                                                     | 0:23                                                                |
| 27.                                                                 | «Cutscene — Rekindled Light ~ Save the Speech!»                     | Томоя Отані                                                         |                                                                     | 2:14                                                                |
| 28.                                                                 | «Cutscene — To the Surface»                                         | Такахіто Егуті                                                      |                                                                     | 1:09                                                                |
| 29.                                                                 | «Cutscene — Always»                                                 | Такахіто Егуті                                                      |                                                                     | 0:40                                                                |
| 30.                                                                 | «Dear My Friend — Ending Theme»                                     | Маріко Намба Такахіто Егуті                                         | Брент Кеш                                                           | 6:09                                                                |
| 62:50                                                               |                                                                     |                                                                     |                                                                     |                                                                     |

## Озвучування
Sonic Unleashed є останньою з основної консольної серії ігор, де англійський текст персонажів озвучували актори зі студії 4Kids Entertainment. У 2010 році їх замінили на акторський склад зі Studiopolis (крім Майка Поллока, що озвучує Еґмана). Текст японською мовою був озвучений тими ж сейю, що й у попередніх іграх серії, починаючи з Sonic Adventure.
Версії гри для PlayStation 3 і Xbox 360 мають обидві версії озвучування, разом із субтитрами: ця опція доступна в меню. Для версії на PlayStation 2 та Wii така функція відсутня і є озвучування лише однією мовою відповідно до регіону консолі, однак у налаштуваннях можна змінити мову субтитрів.
| Персонаж             | Японський актор озвучування | Англійський актор озвучування |
| -------------------- | --------------------------- | ----------------------------- |
| Їжак Сонік           | Дзюн'їті Канемару           | Джейсон Гріффіт               |
| Перевертень Сонік    | Томокадзу Секі              | Джейсон Гріффіт               |
| Майлз «Тейлз» Прауер | Ре Хірохасі                 | Емі Пелент                    |
| Чіп                  | Ріоко Сірайсі               | Тоні Салерно                  |
| Емі Роуз             | Таеко Кавата                | Ліза Ортіс                    |
| Доктор Еґман         | Чікао Оцука                 | Майк Поллок                   |
| Професор Пікл        | Сігеру Нагасіма             | Ден Грін                      |
| Орбот                | не вказано у титрах         | Кріс Коллет                   |
| Примітки: 1. 2. 3.   |                             |                               |

## Оцінки і відгуки
| Агрегатор    | Оцінка                                                |
| ------------ | ----------------------------------------------------- |
| GameRankings | 67 % (PS2) 65,94 % (Wii) 61,36 % (X360) 56,05 % (PS3) |
| Metacritic   | 66/100 (PS2) 66/100 (Wii) 60/100 (X360) 54/100 (PS3)  |

| Видання                      | Оцінка                                    |
| ---------------------------- | ----------------------------------------- |
| 1Up.com                      | C (X360) D (Wii)                          |
| AllGame                      | (PS2/Wii) · (X360/PS3)                    |
| Computer and Video Games     | 7,3/10 (X360)                             |
| Destructoid                  | 6,5/10 (X360)                             |
| Edge                         | 6/10 (X360)                               |
| Eurogamer                    | 4/10 (X360) 6/10 (Wii)                    |
| Famitsu                      | 34/40 (X360)                              |
| G4                           | 2/5 (X360)                                |
| Game Informer                | 6/10 (X360/PS3) 6,5/10 (Wii)              |
| GamePro                      | 3/5 (X360)                                |
| GameRevolution               | C- (X360/PS3)                             |
| GameSpot                     | 3,5/10 (X360/PS3) 7/10 (Wii)              |
| GameSpy                      | 3,5/5 (Wii)                               |
| GamesRadar+                  | 6/10                                      |
| GameTrailers                 | 7/10 (Wii)                                |
| GameZone                     | 7,5/10 (Wii) 7,1/10 (X360)                |
| IGN                          | 4,5/10 (X360/PS3) 7/10 (PS2) 7,2/10 (Wii) |
| Nintendo Power               | 8/10 (Wii)                                |
| Nintendo World Report        | 4/10 (Wii)                                |
| Official Nintendo Magazine   | 79 % (Wii)                                |
| Official Xbox Magazine (США) | 6,5/10                                    |
| TeamXbox                     | 7/10                                      |
| VideoGamer.com               | 6/10                                      |
| Страна игр                   | 6,5/10                                    |

Після виходу  Sonic Unleashed  отримала суперечливі відгуки від критиків, але оцінки були набагато вищими, ніж у Sonic the Hedgehog 2006 року та Shadow the Hedgehog. Оглядачі в основному розкритикували гру для PlayStation 3 та Xbox 360, у той час як версія для Wii та PlayStation 2 тримала більш прихильні відгуки. Середня оцінка, складена сайтом Metacritic, становить 66 балів для версії на Wii та PlayStation 2, 60 балів для Xbox 360 та 54 бали — для PlayStation 3. Така сама статистика опублікована і наGameRankings — 67 % для PS2, 65,94 % для Wii, 61,36 % для Xbox 360 і 56,05 % для PS3. Незважаючи на середні оцінки багатьох ігрових журналів, до травня 2009 року по всьому світу було продано 2,5 мільйона екземплярів гри, завдяки чому вона набула статусу «бестселера» на всіх платформах. У 2008 році гра була номінована на премію «Найкраще на Wii» у номінації «Найкраща графіка» від сайту IGN, але поступилася першістю головоломці de Blob. У 2010 Official Nintendo Magazine провів опитування серед шанувальників Соніка на тему їхніх улюблених ігор серії. За підсумками цього опитування Sonic Unleashed зайняла сьоме місце.
Оглядачі хвалили Sonic Unleashed за графіку та рушій Hedgehog Engine. За словами рецензентів, новий рушій працював без проблем і видавав чудову картинку та анімацію. Однак було відзначено незначне падіння частоти кадрів на деяких рівнях з перевертнем. Олексій Голубєв з журналу «Країна ігор» висловлювався про роботу рушія в цілому наступним чином: «Новий Hedgehog Engine, розроблений Sonic Team, несподівано виявився напрочуд конкурентоспроможним і не надто схильним до давніх напастей, на кшталт „вивалення“ елементів декорацій. Додайте сюди помітно збільшену кількість полігонів у кадрі, відмінну анімацію, барвисті спецефекти і безумовно вдалий дизайн багатьох рівнів, і отримайте майже ідеалістичну картину». Графіка і картинка в Sonic Unleashed для Wii і PlayStation 2, незважаючи на використання іншого рушія, за словами рецензентів, не поступалася Hedgehog Engine. Кріс Скалліон з Official Nintendo Magazine похвалив розробників із Dimps за створення майже бездоганного рушія, в якому відсутні значні недоробки. Ніл Ронаган (Nintendo World Report) як технічний недолік приводив довгі завантаження, але помічав, що коли вони проходять, Sonic Unleashed працює чудово. Метт Кассамасіна, оглядач сайту IGN, позитивно оцінив візуальну складову гри, з похвалою відгукуючись насамперед про роботу дизайнерів та художників, які створили різноманітний та яскравий ігровий світ, проте покритикував знижену якість графіки у версії для консолі PlayStation 2.
Критики та журналісти похвалили розробників за використання у грі класичної музики, яка більше підходить для Соніка, ніж гітарні мелодії у стилі 1980-х років. Оглядач IGN порадувався «красивим запам'ятовуючим саундтреком, наповненим мирною музикою». Представник сайту Nintendo World Report позитивно оцінив роботу композиторів за практичну відсутність вокальних композицій, але звукові ефекти назвав типовими для серії. Журналіст «Країни ігор» заявив, що радіти чи засмучуватися новій музиці — питання особистих уподобань гравців.
Більшості критиків не сподобалися нічні рівні. Скарги пов'язані з їх тривалим проходженням, контрастував зі швидкими пробіжками денних рівнів, і навіть з «млявими» і «важкими» бойовими прийомами. Сонік-перевертень за силою та численними здібностями нагадав критикам Кратоса із серії ігор God of War, а бої з ворогами — Kingdom Hearts. Елементи платформера викликали в журналістів розчарування, а битви з ворогами та босами здалися нудними. Перевертень, як висловився рецензент із «Країни ігор», міг би підійти для іншої гри, але не для серії Sonic the Hedgehog. Оглядач 1UP.com Тайлер Барбер прямо пише: Sonic Unleashed — гра не про їжака Соніка, хоча компанія Sega намагається всіх переконати у зворотному. Оглядач з GamesRadar про перевертня висловився так: «…У видавництві Sega повністю проігнорували все, що робить Соніка чудовим, і це насамперед супер-швидкий біг, а натомість додали ще одну непотрібну порцію лайна». Представник сайту Computer and Video Games розкритикував грубуватий голос Соніка, його дизайн та «супереластичні» руки. Рухи та стрибки персонажа, за словами Мартіна Кіттса, погано опрацьовані та виглядають «неприродно та нелогічно». Але Ден Уатхейд, який підготував огляд для інтернет-видання Eurogamer, звернув увагу, що це стосується версій Xbox 360 і PS3; нічні рівні на консолі від Nintendo виглядають набагато краще завдяки камері, більшу частину часу дає фіксований вигляд з-за спини Соніка, і керуванню через Wii Remote та Nunchuk.
На відміну від нічних рівнів із перевертнем, «денний» ігровий процес отримав позитивні відгуки. Причина такого теплого прийому полягала у відчутті швидкості, що сприймалися як повернення серії до перших ігор франшизи, де характерною особливістю було швидке проходження. Позитивно оцінено був плавний перехід від тривимірної перспективи до двовимірної. Олексій Голубєв зазначив, що якщо Sonic Team продовжить використовувати схожу механіку в наступних іграх, у Соніка є всі шанси повернути собі славу їжака-переможця. Як недолік журналісти часто наводили управління персонажем. За їхніми словами, якщо Sonic Unleashed на Wii зі своїм контролером Wii Remote якось справляється з цією проблемою, то гравцям, які використовують звичайний геймпад, доведеться звикати до нечуйного управління. Серед інших недоліків називалися квести, які слід проходити на «Полях пригод». Вони, на думку критиків, стомлюючі і безглузді, і їх слід замінити на картинки, як це зробили на Wii і PlayStation 2. Рецензентам не сподобалися новий персонаж на ім'я Чіп і історія, що будується навколо нього. На їх думку, такий сюжет підійшов би для неповнолітніх підлітків чи пригодився у якомусь дитячому мультфільму.

## Вплив

Японський постер мультфільму Sonic: Night of the Werehog

Після виходу гри співробітник Sonic Team Тецу  Катано оголосив, що, можливо, варто очікувати продовження Sonic Unleashed, і якщо сиквел з'явиться, то в ньому буде присутній Сонік-їжакулака. У підсумку реліз такої гри не відбувся, але ігрова механіка за звичайного Соніка використовувалася з невеликими змінами в Sonic Colors і Sonic Generations. Останній проект присвячений 20-річчю їжака Соніка. У ювілейній грі з'явилася нова версія рівня «Roftop Run» і боса «Egg Dragon». Чіп та Соник-перевертень також з'явилися в платформері  Sonic Runners .
Сцена з перетворенням Соніка в перевертня була адаптована в 193 номері коміксу  Sonic the Hedgehog  від «Archie Comics». На відміну від оригіналу, в ній не з'являються Темна Гайя і Чіп, а їжачок самотужки вирушає з'ясувати, чому Еґман розколов планету. Частково сюжет Sonic Unleashed був також адаптований у кількох номерах журналу Sonic the Hedgehog (№ 257-265) і в Sonic Universe (№ 63-66). Події розгортаються на планеті Мобіус, а допомагають Соніку і Чіпу перемогти Темну Гайю його друзі: єхидна Наклз, команди Хаотікс і «Борці за Свободу», Емі Роуз, та інші. В Японії було видано дві манги від Dengeki Nintendo DS. З моменту виходу гри, видавництвом Prima Games випускалися книги, де містилося керівництво та додаткова інформація про Unleashed для консолей PlayStation 2 і Wii. У 2009 році в Японії (в інших країнах — у 2010 році) на PlayStation Network з'явився одяг Соніка, Тейлза, Наклза, Соніка-їжакулаки і доктора Еґмана для Сакбоя, героя гри LittleBigPlanet.
До випуску гри на офіційному сайті був представлений мультфільм Sonic: Night of the Werehog (укр. «Сонік. Ніч їжака-перевертня»), заснований на Sonic Unleashed і в Японії йшов під назвою «Сонік і Чіп: Будинок жахів» (яп. ソ ニ ッ ク & チ ッ プ 恐怖 の 館, Сонікку то Тіппу Кё:фу но Кан). Створений він підрозділом VE Sega Animation Studio, відповідальним за виробництво відеороликів до ігор. Продюсерами виступили Окітане Усуї, Хісао Огуті, Коті Фукадзава, Хідекі Окамура і Такесі Іто, режисером — Такасі Накасіма. Незважаючи на те, що в мультфільмі практично немає діалогів, Соніка і Чіпа озвучили ті ж актори, що і в грі, як в англійській (Джейсон Гріффіт і Тоні Салерно відповідно), так і в японській (Дзюн'їті Канемару, Томокадзу Секі і Рейко Сіраїсі) версії. Привиди були озвучені Кевіном Глензом і Райаном Дріс, дівчинка-привид — Момоко Ісікава.
За сюжетом Night of the Werehog Сонік і Чіп ховаються від дощу в покинутому особняку, не знаючи, що в ньому живуть три привиди, двоє з яких лякають і фотографують відвідувачів, а потім відносять знімки привиду-дівчинці. Примари починають лякати звірятка; фотографії, що вийшли, смішать дівчинку-привид до тих пір, поки вона не бачить, що їжачок не боїться. Привиди-фотографи намагаються злякати його, але лякаються самі, коли він стає перевертнем. Як помсту вони перетворюються на одного великого зеленого монстра і майже перемагають Соніка, але в останній момент втрачають концентрацію, і стають звичайними привидами, завдяки чому їжаку вдається викинути їх з особняка. Фотографію перевертня бачить дівчинка-привид і закохується у нього. На світанку Чіп просить головного героя сфотографуватися з ним. На фотографії, що вийшла, замість Чіпа проявляється дівчинка-привид, тоді як справжній Чіп показаний прив'язаним до стільця і під охороною двох примар.